# Zola hebe
Zola hebe là một loài bướm đêm trong họ Geometridae.